# 검모잠
검모잠(劍牟岑, ? ~ 670년)은 고구려의 대형(大兄)이었다. 고구려 멸망 후 유민을 규합하고 보덕왕을 옹립하여 부흥운동에 나섰다. 신라의 지원을 받아 당(唐)의 세력을 몰아내려 했으나, 당군에 역으로 패배하여 부흥세력이 전멸하고 보덕왕에 의해 살해당했다.

## 생애
《구당서》고종본기에는 겸모잠(鉗牟岑)으로 기록되어 있다. 수림성(水臨城) 사람이라고만 알려진 그는 고구려가 멸망하고 2년이 지난 670년(경오년, 당 고종 함형(咸亨) 원년) 4월에 궁모성(窮牟城)에서 거병하여 부흥운동을 전개했다.
검모잠이 거병했을 당시 고구려 부흥군은 신라군에 소속되어 활약하고 있었다. 신라군은 한때 압록강을 넘어 요동까지 진출했고, 당의 지시를 받던 말갈족과의 전투에서 대승을 거두기도 했으나, 고간(高侃)·이근행(李謹行) 등이 이끄는 증원병력이 계속해 투입되어 전투를 치른 끝에 다시 남쪽으로 물러났었다. 검모잠 세력은 패강 방면으로 남하하면서 당의 관리와 승려 법안(法安)을 죽이는 등의 활약을 펼쳤다. 그리고 서해의 사야도(史冶島)에서 만난 고구려의 옛 왕족인 안승을 왕으로 삼고 한성(漢城: 지금의 황해남도 재령군)을 근거지로 삼았다. 그리고 휘하의 소형(小兄) 다식(多式)을 신라에 보내어 보호를 요청했다.
興滅國繼絶世, 天下之公義也. 惟大國是望. 我國先王以失道見滅, 今臣等得國貴族安勝, 奉以爲君. 願作藩屛, 永世盡忠.
“망한 나라를 일으키고 끊어진 세대를 잇게 해주는 것은 천하의 공의(公義)입니다. 오직 대국(大國)에 바랄 뿐입니다. 우리의 선왕께서 도를 잃어 멸망하였으나, 지금 신(臣)들이 나라의 귀족인 안승을 얻어 받들고 임금으로 삼았습니다. 바라건대 대국을 지키는 울타리가 되어 영원토록 충성을 다하고자 합니다.”— 검모잠

이때 신라 문무왕은 이들을 금마저(金馬渚, 지금의 전라 익산시)에 정착하라고 하명하였다. 이 시기를 전후해 검모잠은 안승에게 살해된 것으로 보인다.
또한 검모잠이 거병하였던 시기는 고구려가 멸망하던 668년부터 670년의 시점으로써 3차 고구려-당전쟁 당시 고구려 남부 지역은 신라에 항복했던 것으로 추측된다.

## 검모잠이 등장하는 작품
- 《삼국기》(KBS, 1992년~1993년 배우:김영인
- 《연개소문》(SBS, 2006년~2007년, 배우: 안승훈)
- 《대조영》(KBS, 2006년~2007년, 배우: 김명수)

## 같이 보기
- 안승(신라 보덕국 보덕왕)
- 고연무
- 고정문